# Lyle Lovett
Lyle Pearce Lovett (Klein, Texas; 1 de noviembre de 1957) es un actor y músico de country estadounidense.

## Carrera
Nacido y criado en Texas, comenzó a trabajar como cantante en la década de los ochenta, después de haber estudiado periodismo. En 1986 firmó con RCA Records y publica un álbum debut con su nombre de título.
En el curso de su carrera, ha ganado cuatro Premios Grammy: Mejor álbum country, en 1997, por El Camino a Ensenada; Mejor interpretación vocal country de un grupo o dúo en 1994 por The Blues for Dixie con Asleep at the Wheel; Mejor colaboración vocal en 1994 para Funny How Time Slips Away con Al Green; y Mejor interpretación vocal country en 1989.
Como actor ha participado en numerosas películas, a menudo trabajando con el director Robert Altman (The Player, Short Cuts, Prêt-à-Porter, Cookie's Fortune y como músico en el El Dr. T y las mujeres). En 1996 participó en la banda sonora de Toy Story.
Para la televisión se interpretó a sí mismo en el episodio 15 de la tercera temporada de la sit-com Dharma y Greg.

## Vida privada
En 1993 se casó con la actriz Julia Roberts, a la que había conocido en el rodaje de The Player. El matrimonio duró poco, ya que los dos se separaron solo un par de meses más tarde y se divorciaron en 1995.
En 2003, se comprometió con su asistente, Aprile Kimble.

## Discografía

### Álbumes de estudio
- 1986 - Lyle Lovett
- 1988 - Pontiac
- 1989 - Lyle Lovett and His Large Band
- 1992 - Joshua Judges Ruth
- 1994 - I Love Everybody
- 1996 - The Road to Ensenada
- 1998 - Step Inside This House
- 2003 - My Baby Don't Tolerate
- 2007 - It's Not Big It's Large
- 2009 - Natural Forces
- 2012 - Release Me

### Álbumes en vivo
- 1999 - Live in Texas

### Recopilaciones
- 2001 - Anthology, Vol. 1: Cowboy Man
- 2003 - Smile

## Filmografía principal

### Cine
| Año  | Título                                         | Personaje            |
| ---- | ---------------------------------------------- | -------------------- |
| 1992 | The Player                                     | Detective DeLongpre  |
| 1993 | Short Cuts                                     | Andy Bitkower        |
| 1994 | Prêt-à-Porter                                  | Clint Lammeraux      |
| 1996 | Bastard Out of Carolina                        | Wade                 |
| 1998 | The Opposite of Sex (El sexo opuesto [Esp])    | Sheriff Carl Tippett |
| 1998 | Fear and Loathing in Las Vegas                 | Road Person          |
| 1999 | Cookie's Fortune                               | Manny Hood           |
| 2002 | The New Guy                                    | Bear Harrison        |
| 2002 | Three Days of Rain (Tres días de lluvia [Esp]) | Disc Jockey          |
| 2007 | Walk Hard: The Dewey Cox Story                 | Él mismo             |
| 2008 | The Open Road (El camino abierto [Esp])        | Peabody Bartender    |
| 2013 | Angels Sing                                    | Griffin              |

### Televisión
| Año       | Título                               | Personaje                    | Notas                                              |
| --------- | ------------------------------------ | ---------------------------- | -------------------------------------------------- |
| 1983      | Bill: On His Own                     | Cantante en playa            | Película de televisión                             |
| 1995      | Mad About You                        | Lenny                        | Episodio: "Mad About You: Parte 2"                 |
| 1997      | Breast Men                           | Científico investigador      | Película de televisión                             |
| 1999      | Mad About You                        | Lenny                        | Episodio: "The Final Frontier" Parte 1             |
| 1999      | Penn & Teller's Sin City Spectacular | Él mismo                     | Episodio: #1.23                                    |
| 2000      | Dharma and Greg                      | Él mismo                     | Episodio: "The Trouble With Troubadours"           |
| 2007      | Brothers and Sisters ()              | Él mismo                     | Episodio: "Something New"                          |
| 2010      | Castle                               | Agente Westfield             | Episodio: "Close Encounters of the Murderous Kind" |
| 2017      | Blue Bloods                          | Ranger de Texas Waylon Gates | 2 Episodios                                        |
| 2017      | Life in Pieces                       | Ned Gawler                   | Episodio: "Facebook Fish Planner Backstage"        |
| 2013–2014 | The Bridge                           | Monte P. Flagman             | 10 Episodios                                       |

### Música
| Año  | Título               | Canción | Nota                                    |
| ---- | -------------------- | --- | --------------------------------------- |
| 1989 | Major League         | "Cryin' Shame" |                                         |
| 1989 | Always               | "Cowboy Man" |                                         |
| 1992 | Leap of Faith        | "Pass Me Not" |                                         |
| 1992 | The Crying Game      | "Stand By Your Man" |                                         |
| 1993 | The Firm             | "M-O-N-E-Y" |                                         |
| 1994 | Quiz Show            | "Moritat" by Kurt Weill |                                         |
| 1994 | With Honors          | "Blue Skies" |                                         |
| 1994 | Major League II      | "All My Love Is Gone" | También compositor                      |
| 1995 | Toy Story            | "You've Got a Friend in Me" con Randy Newman como líder vocalista                                                                             |                                         |
| 1995 | Beverly Hills, 90210 | "Nobody Knows Me" | Episodio: "One Wedding and A Funeral",  |
| 1997 | The Apostle          | "(I'm a) Soldier in the Army of the Lord" |                                         |
| 1998 | Clay Pigeons         | "Teach Me About Love" |                                         |
| 1998 | Hope Floats          | "Smile" |                                         |
| 1999 | For Love of the Game | "Summer Wind" |                                         |
| 1999 | Stuart Little        | "Walking Tall" |                                         |
| 1999 | Mumford              | "Ballad of the Snow Leopard and The Tanqueray Cowboy", "Till It Shines"                                                                       |                                         |
| 2000 | Dr. T & the Women    | También utilizó una grabación de "You've Been So Good Up to Now" (1992), "She's Already Made Up Her Mind" (1992), "Ain't It Something" (1994) | También compositor                      |
| 2001 | All Over the Guy     | "She Makes Me Feel Good" and "The Blues Walk"                                                                                                 | También compositor                      |
| 2001 | 61*                  | "Nobody Knows Me" | Película de televisión                  |
| 2005 | The Interpreter      | "If I Had a Boat" |                                         |
| 2005 | The Exonerated       | "Amazing Grace" | Película de televisión                  |
| 2005 | Deadwood             | "Old Friend" (1994) | Episodio: "Bullock Returns to the Camp" |
| 2007 | Walk Hard            | "Walk Hard" |                                         |
| 2009 | True Blood           | "I Will Rise Up" | Episodio: "I Will Rise Up"              |
| 2014 | Still Alice          | "If I Had A Boat". Escritor para el desempeño de Karen Elson de la misma                                                                      |                                         |
| 2014 | The Bridge           | | Serie                                   |